# Gypsophila (fågelsläkte)
Gypsophila är ett fågelsläkte i familjen marktimalior inom ordningen tättingar. Det omfattar följande sex arter:
- Bergsmygtimalia (G. crassa)
- Kortstjärtad smygtimalia (G. brevicaudata)
- Variabel karsttimalia (G. annamensis)
- Rödbrun karsttimalia (G. calcicola)
- Grå karsttimalia (G. crispifrons)
- Rostbröstad smygtimalia (G. rufipectus)